# Jämsänjärvi (sjö i Jämsä, Mellersta Finland)
Jämsänjärvi är en sjö i kommunen Jämsä i landskapet Mellersta Finland i Finland. Sjön ligger 113,4 meter över havet. Den är 17 meter djup. Arean är 67 hektar och strandlinjen är 3,59 kilometer lång. Sjön  ingår i Kymmene älvs huvudavrinningsområde.   Den ligger omkring 50 kilometer sydväst om Jyväskylä och omkring 200 kilometer norr om Helsingfors. 